# Tierras Blancas, Cuautla
Tierras Blancas är en ort i Mexiko.   Den ligger i kommunen Cuautla och delstaten Jalisco, i den centrala delen av landet, 600 km väster om huvudstaden Mexico City. Tierras Blancas ligger 1 951 meter över havet och antalet invånare är 156.
Terrängen runt Tierras Blancas är huvudsakligen kuperad, men åt sydost är den platt. Tierras Blancas ligger uppe på en höjd. Runt Tierras Blancas är det mycket glesbefolkat, med 4 invånare per kvadratkilometer. Närmaste större samhälle är El Salto, 9,9 km norr om Tierras Blancas. I omgivningarna runt Tierras Blancas växer huvudsakligen savannskog.